# Rudolf am Bach
Rudolf am Bach, geb. Aeschbacher (* 6. Juni 1919 in Trogen; † 6. März 2004 in Zürich), war ein Schweizer Pianist und Musikpädagoge.

## Leben
Seinen ursprünglichen Familiennamen Aeschbacher änderte Rudolf am Bach im Jahr 1941 ab, um Verwechslungen mit seinen beiden Brüdern Adrian und Niklaus zu vermeiden, die im Konzertleben ebenfalls eine bedeutende Rolle spielten. Den ersten Klavierunterricht erhielt er von seinem Vater Carl Aeschbacher (1886–1944), der Musikdirektor in Trogen und Chorleiter in Zürich war sowie als Komponist und Bearbeiter grosse Bekanntheit erlangte. Später studierte am Bach am Konservatorium Zürich bei Emil Frey und in London bei dem bekannten Liszt-Schüler Frédéric Lamond.
Im Jahr 1940 gewann am Bach den 1. Preis beim 2. Concours de Genève. Dieser Preis eröffnete ihm eine internationale Karriere. So trat am Bach in der Folge in vielen Ländern Europas als Virtuose und Kammermusiker auf und bestach durch seine Virtuosität, seine Leichtigkeit des Spiels und durch sein überaus grosses, breitgefächertes Repertoire.
Am Bach setzte sich ganz besonders für die neue Schweizer Musik ein. So existieren Tondokumente von ihm mit Uraufführungen bekannter Schweizer Komponisten, wie z. B. das Concerto da camera von Peter Mieg oder die Petite symphonie concertante von Frank Martin. Er spielte auch zahlreiche unbekannte Klavierwerke ein wie z. B. von Otto und Julius Reubke.
Am Bach war Gründungsmitglied des Zürcher Trios sowie auch des Neuen Zürcher Klaviertrios. Fast 50 Jahre wirkte er von 1939 bis 1987 als Pädagoge am Konservatorium Winterthur.
In der Literatur wird er u. a. als «ein großer Virtuose von ebenso großer musikalischer Kälte» beschrieben.